# Actaea pachypoda
Actaea pachypoda là một loài thực vật có hoa trong họ Mao lương. Loài này được Elliott mô tả khoa học đầu tiên năm 1821.

## Hình ảnh

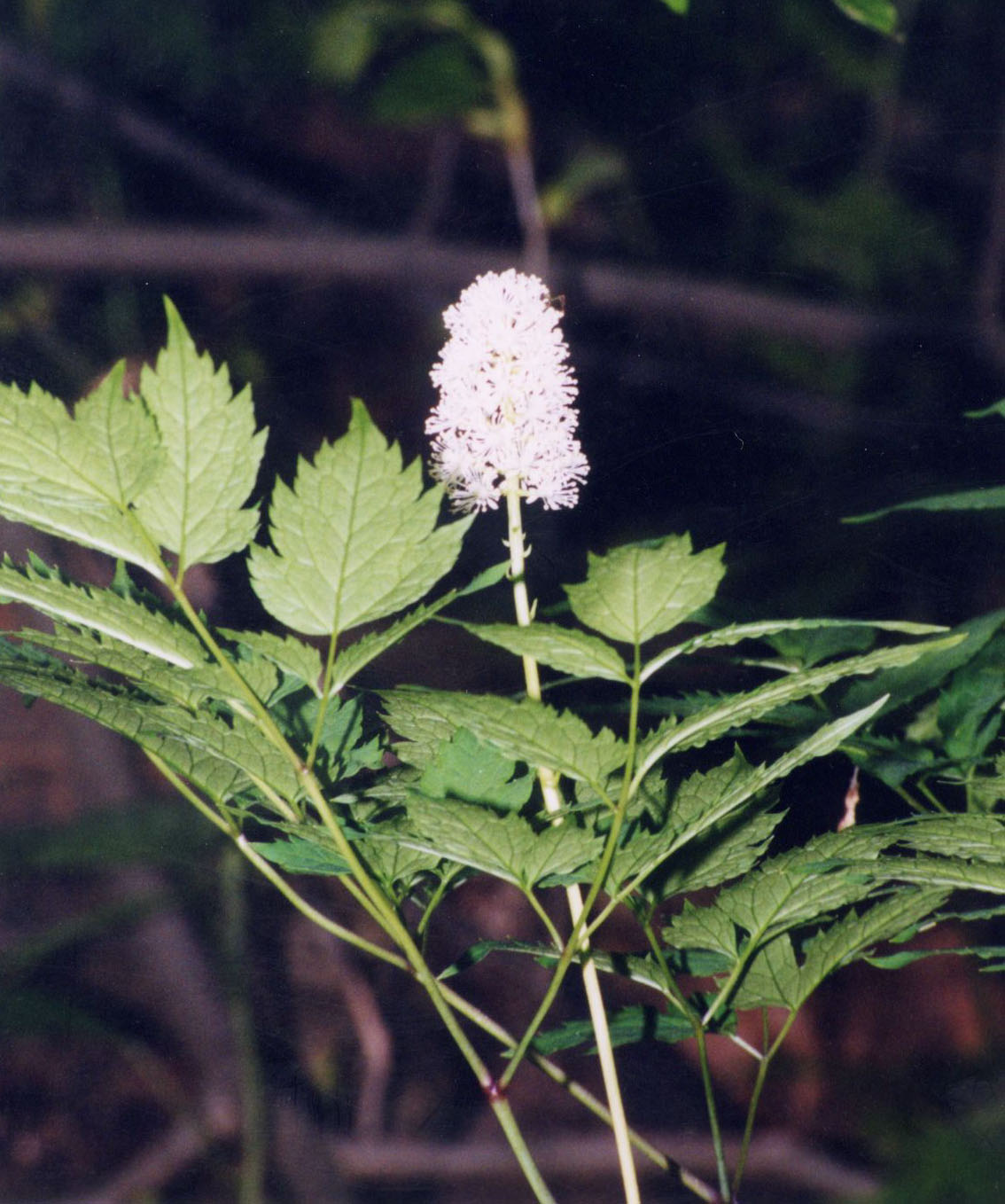
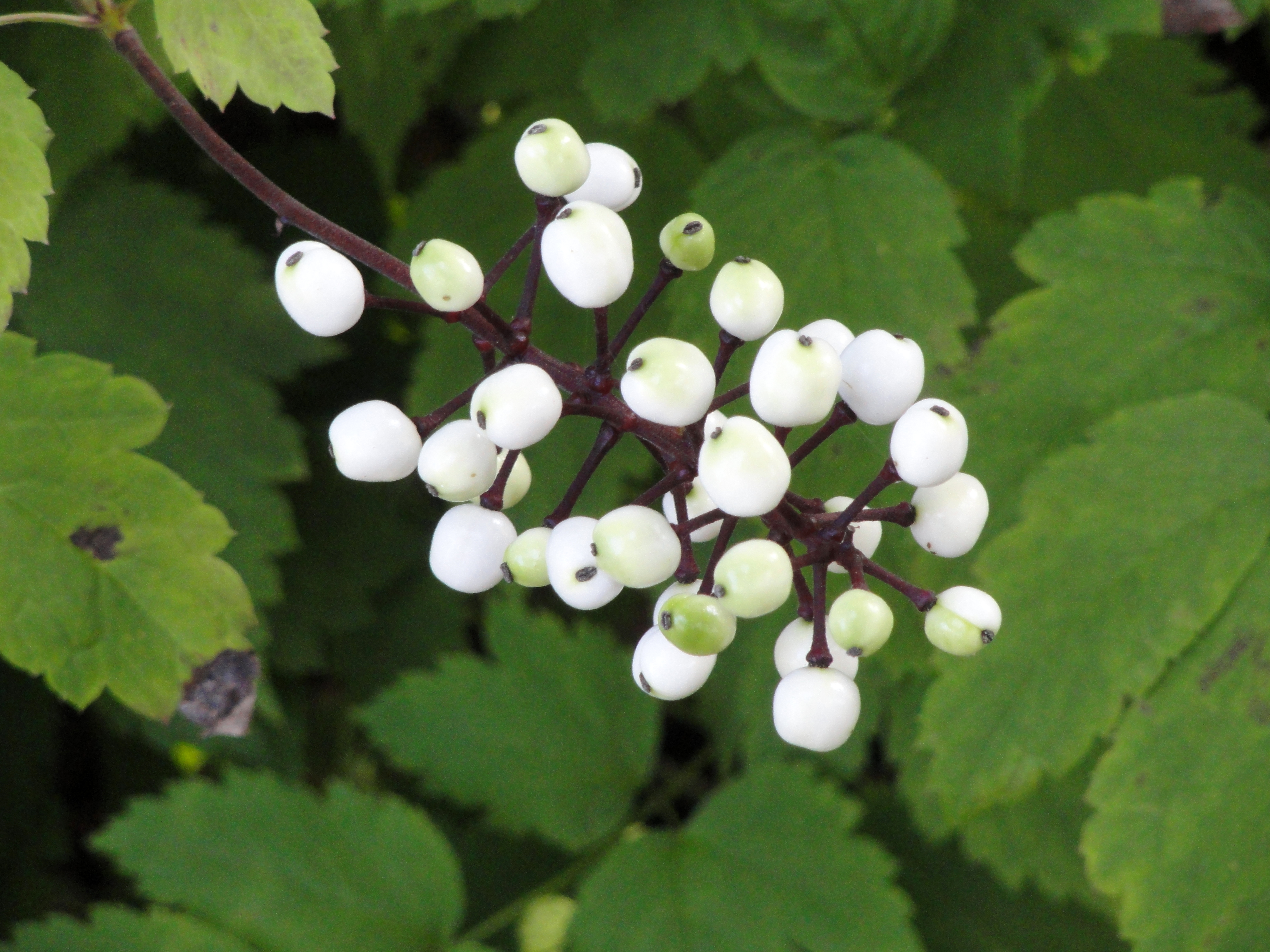
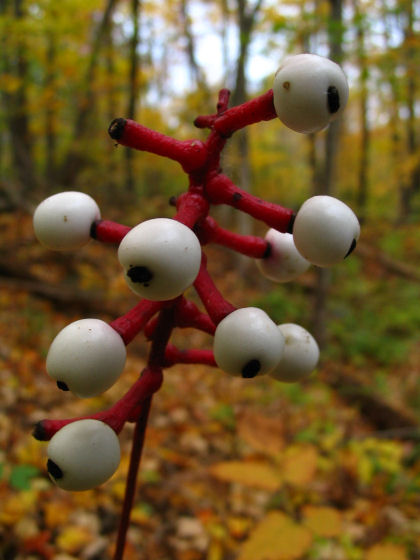
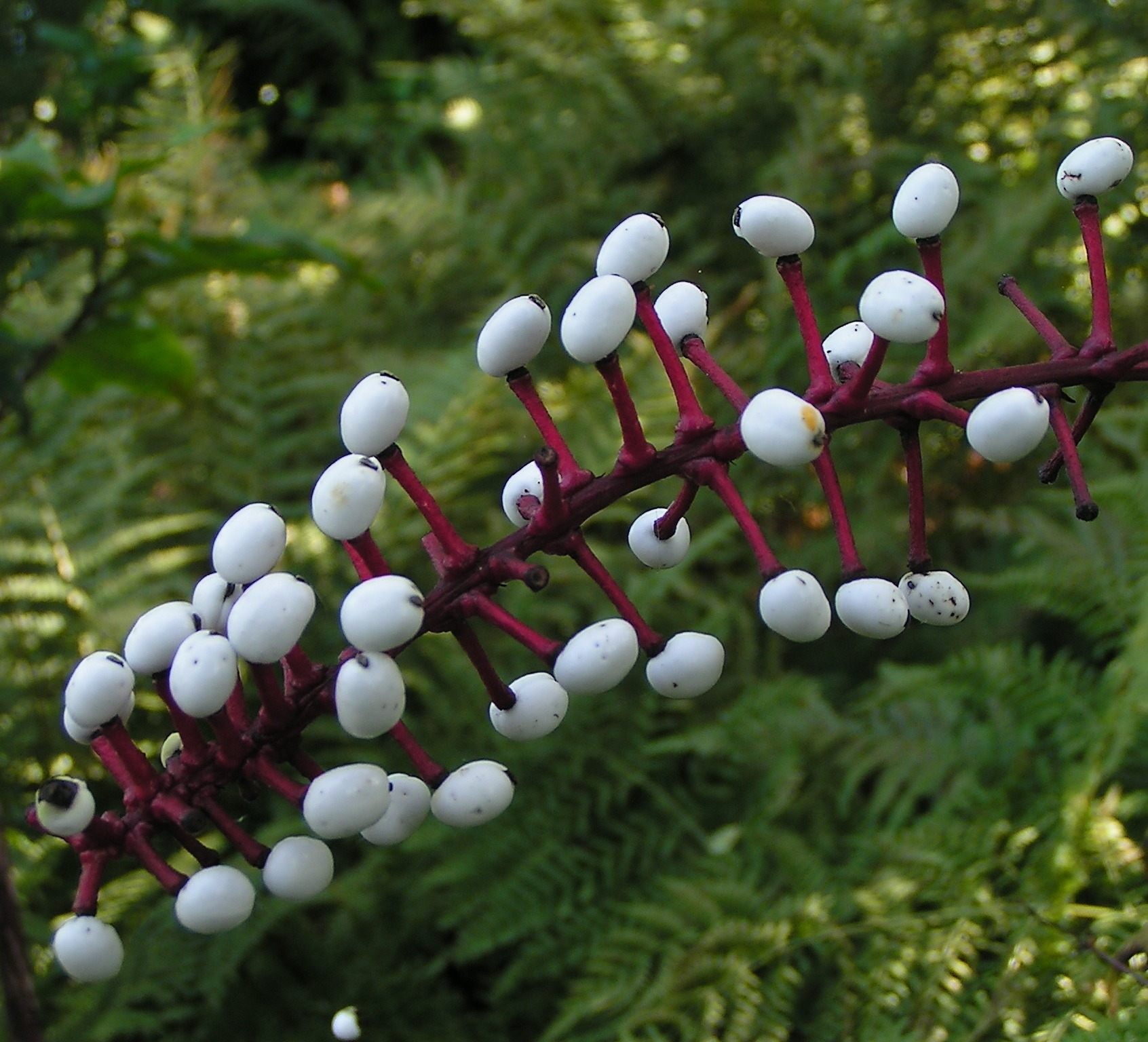